# キャロル郡 (ミズーリ州)
キャロル郡（英: Carroll County）は、アメリカ合衆国ミズーリ州の北西部、ミズーリ川の北岸に位置する郡である。2010年国勢調査での人口は9,295人であり、2000年の10,285人から9.6％減少した。郡庁所在地はキャロルトン市（人口3,784人）であり、同郡で人口最大の都市でもある。キャロル郡は1833年1月2日にレイ郡から分離して設立され、郡名はアメリカ独立宣言に署名したキャロルトンのチャールズ・キャロルに因んで名付けられた。

## 地理
アメリカ合衆国国勢調査局に拠れば、郡域全面積は702.30平方マイル (1,818.9 km2)であり、このうち陸地694.72平方マイル (1,799.3 km2)、水域は7.57平方マイル (19.6 km2)で水域率は1.08％である。

### 主要高規格道路
- アメリカ国道24号線
- アメリカ国道65号線
- ミズーリ州道10号線
- ミズーリ州道139号線

### 隣接する郡
- リビングストン郡 - 北
- チャリトン郡 - 東
- セイリーン郡 - 南東
- ラファイエット郡 - 南西
- レイ郡 - 西
- コールドウェル郡 - 北西

## 人口動態
以下は2000年の国勢調査による人口統計データである。
| 基礎データ - 人口: 10,285人 - 世帯数: 4,169 世帯 - 家族数: 2,880 家族 - 人口密度: 6人/km2（15人/mi2） - 住居数: 4,897軒 - 住居密度: 3軒/km2（7軒/mi2） 人種別人口構成 - 白人: 96.95% - アフリカン・アメリカン: 1.72% - ネイティブ・アメリカン: 0.27% - アジア人: 0.13% - 太平洋諸島系: 0.01% - その他の人種: 0.14% - 混血: 0.79% - ヒスパニック・ラテン系: 0.71% 先祖による構成 - ドイツ系：32.7％ - アメリカ人：25.3％ - イギリス系：11.8％ - アイルランド系：9.2％ 年齢別人口構成 - 18歳未満: 25.2% - 18-24歳: 7.4% - 25-44歳: 24.5% - 45-64歳: 22.9% - 65歳以上: 20.1% - 年齢の中央値: 40歳 - 性比（女性100人あたり男性の人口） - 総人口: 94.2 - 18歳以上: 90.4 | 世帯と家族（対世帯数） - 18歳未満の子供がいる: 30.2% - 結婚・同居している夫婦: 57.4% - 未婚・離婚・死別女性が世帯主: 8.0% - 非家族世帯: 30.9% - 単身世帯: 27.8% - 65歳以上の老人1人暮らし: 15.5% - 平均構成人数 - 世帯: 2.42人 - 家族: 2.96人 収入と家計 - 収入の中央値 - 世帯: 30,643米ドル - 家族: 36,773米ドル - 性別 - 男性: 26,135米ドル - 女性: 17,468米ドル - 人口1人あたり収入: 15,522米ドル - 貧困線以下 - 対人口: 13.7% - 対家族数: 9.7% - 18歳未満: 17.0% - 65歳以上: 12.8% |

## 都市と町
| - ボガード - ボスワース | - キャロルトン - 郡庁所在地 - デウィット | - ヘイル - ノーボーン | - ステット - タイナ | - ウェイケンダ - ブランズウィック |

### 未編入の町
- マイアミステーション

## 政治

### 地方
キャロル郡の地方レベルでは共和党が大半の政治を支配しており、郡の選挙で選ばれる役職は3人を除いて独占している。

### 国政

#### 2008年大統領予備選挙
2008年の大統領予備選挙で、キャロル郡は共和党のジョン・マケインと民主党のヒラリー・クリントンを選んだ。民主党の予備選挙ではヒラリー・クリントンが1位となり、さらに共和党予備選挙で各候補に投じられた票数よりも多かった。